# Лобнер, Вальтер
Вальтер Лобнер (род. 12 августа 1930 года) — отставной генерал-майор Национальной народной армии Германской Демократической Республики.

## Биография
Вальтер Лобнер родился в семье рабочего в Форсте, район Шпре-Нейз, Германия. Учился в школе, в профессиональном учебном заведении изучал профессию электрика, кузнеца. До 1952 года работал фермером. Будучи подростком, вступил в Союз свободной немецкой молодёжи, в 1952 году стал членом Социалистической единой партии Германии (СЕПГ, SED).
В мае 1952 года Вальтер Лобнер поступил на службу в вооруженные силы ГДР, был курсантом на курсах подготовки офицеров в Школе артиллерии Флакка в немецкой коммуне Пиннов. После этого, до 1953 года учился на курсах подготовки пилотов и штабных офицеров Lehrgang X. Выпускники этих курсов работали в воздушных силах Национального народной армии. Затем Вальтер Лобнер прошел специальную подготовку будущих военных летчиков ВВС ГДР в Советском Союзе в городе Сызрани.
Вернувшись из Советского Союза, В. Лобнер был переведен на службу в Казарменную народную полицию (KVP-Dienststelle), предшествующую организацию командования подразделения 1-го отдела ПВО ВВС. Служил заместителем командира по летной подготовке, с 1954 по 1955 годы был командиром 3-й дивизии в части Aeroklubs Cottbus.
Впоследствии, до 1959 года, учился в Военно-воздушной академии имени Ю. А. Гагарина в Советском Союзе. Получив высшее военное образование, служил заместителем командира авиационной подготовки (А-3) в части противовоздушной обороны (NVA). С 1962 по 1965 год занимал должность заместителя командира и начальника штаба в истребительной эскадрилье, затем, до 1971 года служил заместителем командира и начальником штаба подразделения 1. Luftverteidigungsdivision (1. LVD).
С 1971 по 1973 году вновь прошел обучение в Советском Союзе. Учился в Военной академии Генерального штаба Вооруженных Сил Российской Федерации. После успешного окончания академии, был переведен на службу в командование ВВС/ПВО (LSK/LV) на должность начальника отдела, заместителя начальника штаба по оперативным вопросам. Впоследствии, с 1981 по 1982 год был начальником штаба по тылу Национальной народной армии ГДР, заместителем начальника ВВС/ПВО.
В 1983 году получил назначение на службу заместителем начальника ВВС/ПВО. Служил на этой должности с января 1983 по февраль 1990 года. В октябре 1984 года полковник Лобнер получил звание генерал-майора.

## Награды
- Орден «За заслуги перед Отечеством» (ГДР) в серебре.
- Боевой орден «За заслуги перед народом и Отечеством» в золоте.
- Медаль за заслуги Национальной народной армии в золоте.